# Tais
Le tissage tais est une forme de tissage traditionnel créé par les femmes du Timor oriental. Partie essentielle du patrimoine culturel de la nation, les tissages tais sont utilisés pour les parures de cérémonie, en signe de respect et d'appréciation envers les invités, les amis, les parents, la décoration intérieure et les vêtements personnels. L'Église catholique du Timor oriental (en) a également adopté l'utilisation des tais lors de ses cérémonies. En raison de l'occupation indonésienne du Timor oriental, l'étude détaillée de l'histoire et de l'importance des tais n'a commencé qu'après 2000.

## Histoire et rôle social
Le tais a été utilisé au Timor oriental comme unité d'échange, souvent contre du bétail ou d'autres objets de valeur. Lors des cérémonies, le tais est généralement porté avec des plumes, du corail, de l'or et/ou de l'argent. Pourtant, la vente de tais n'est devenue courante qu'au cours des trente dernières années. Bien que le commerce à petite échelle des tais soit une importante source de revenus pour les femmes, l'exportation est toutefois difficile et presque toutes les ventes ont lieu avec des étrangers. Ces dernières années, le marché public du textile de la capitale Dili a connu un afflux de tissages de fabrication étrangère, qui ressemblent souvent aux tais et sont vendus (et fabriqués) à moindre coût.
Le tissage des tais est réalisé uniquement par des femmes, avec des techniques transmises de génération en génération dans une tradition orale,,. L'activité sert souvent de rassemblement communautaire autant que de corvée de productivité, et a servi de rare forme d'expression personnelle dans l'environnement restrictif des 25 ans d'occupation indonésienne.

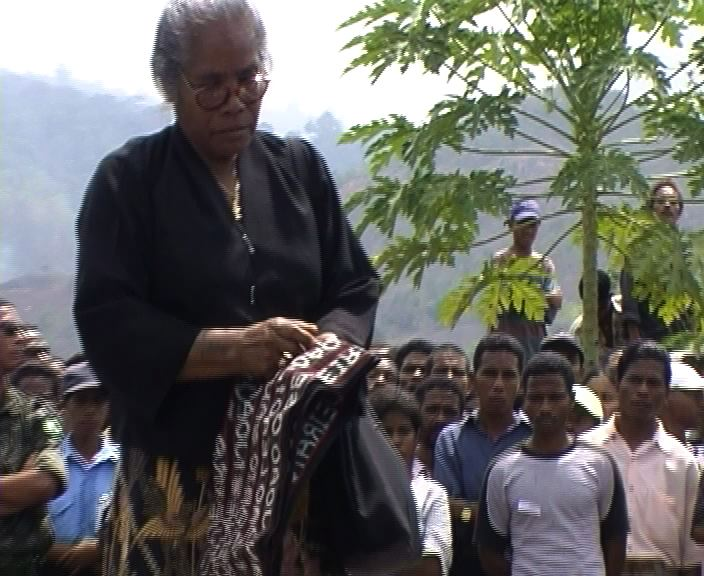
Tia Veronica Pereira tisse un tais spécial pour commémorer le massacre de Santa Cruz en 1991.

Tia Veronica Pereira a créé un tais noir sur lequel sont tissés en rouge les noms des 271 victimes, pour commémorer les victimes du massacre de Santa Cruz en 1991. L'influence des textiles sur la vie des femmes se reflète dans l'expression est-timoraise « apporter un fil et une bobine » en référence à un nouveau-né.
Pendant l'occupation, les soldats indonésiens représentaient un marché considérable pour les tisseurs de tais. Dans les années 1970, les tais ont pour la première fois commencé à porter des inscriptions, généralement écrites en indonésien. À l'ère de l'indépendance, les artisans du tais ont commencé à se spécialiser dans les tissages personnalisés, ainsi que dans les produits similaires au tais, tels que les sacs à main et les écharpes.
Depuis 1999, les travailleurs des ONG et des Nations unies achètent des tais pour les rapporter chez eux comme cadeaux et souvenirs et de nouveaux messages ont été insérés dans les tais en anglais et en portugais ainsi qu'en tétoum. Un fait assez remarquable, étant donné que la plupart des tisserands se trouvent dans des zones rurales où ils n'ont pas eu l'occasion d'apprendre à lire ou à écrire.
De nombreuses personnes souhaitant aider les femmes du Timor oriental à développer des sources de revenus ont importé des tais pour les vendre et ont aidé les tisserands et les groupes de couture à produire des articles tels que des sacs à main, des sacs, des housses de coussin et des paniers qui peuvent être vendus en Australie et ailleurs. La vente de tais se déplace rapidement vers l'étranger, car bon nombre des personnes qui prennent ces initiatives appartiennent à des groupes d'amitié du gouvernement local en Australie.

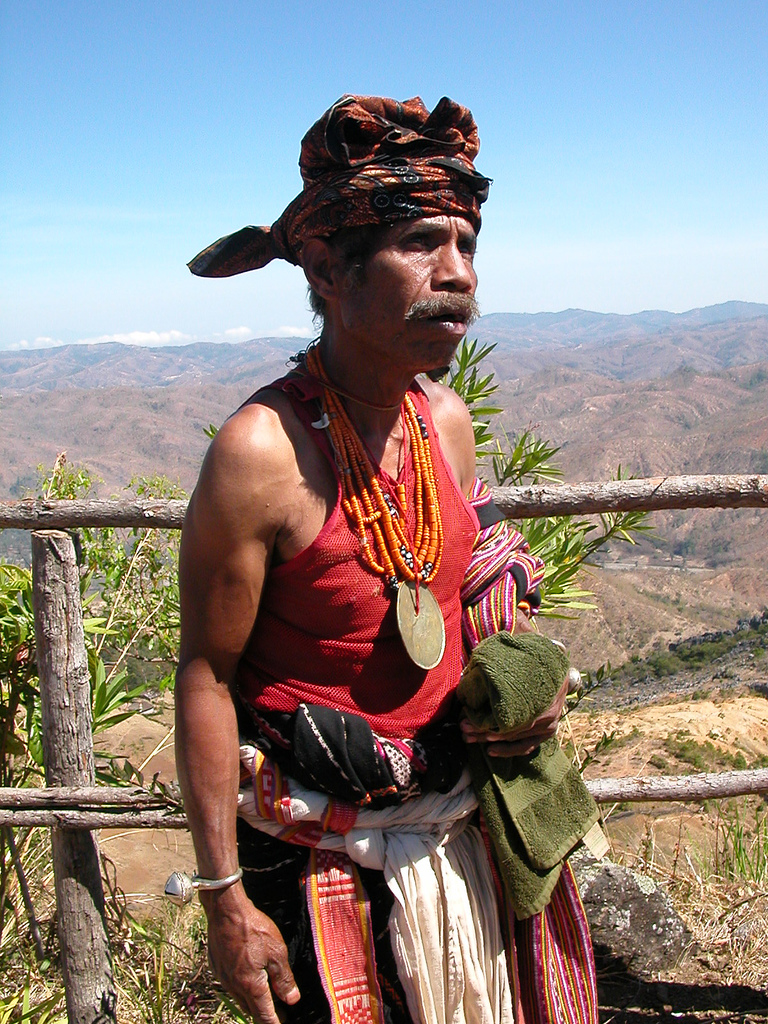
Un homme du Timor oriental en tenue traditionnelle, y compris la crinière tais.

La culture traditionnelle timoraise s'appuie sur la culture, la coupe, le nouage, le tissage, la teinture et le gainage d'une variété de fibres, d'herbes et de feuilles à des fins cérémonielles et pratiques. Le tissage des tais joue un rôle essentiel dans la vie des Timorais et surtout des femmes : il façonne l'identité et les attitudes à leur égard. Avant et après l'introduction de la monnaie, le tais était utilisé comme un objet d'échange précieux pour les cadeaux et les cérémonies. Les textiles sont la forme d'art de la région de l'Asie du Sud-Est et les plus beaux tais sont souvent utilisés pour envelopper les corps des êtres chers pour l'enterrement. Certains auteurs attribuent à son rôle dans l'organisation des mariages et aux liens familiaux qui y sont associés la contribution au maintien et à la force de l'identité timoraise malgré des centaines d'années d'occupation coloniale. Un forum s'est récemment tenu à Melbourne afin de stimuler et d'élargir le débat et le dialogue sur l'impact de la marchandisation du tais, car il s'agit d'un artisanat ancré dans la culture et la vie sacrée.

## Designs

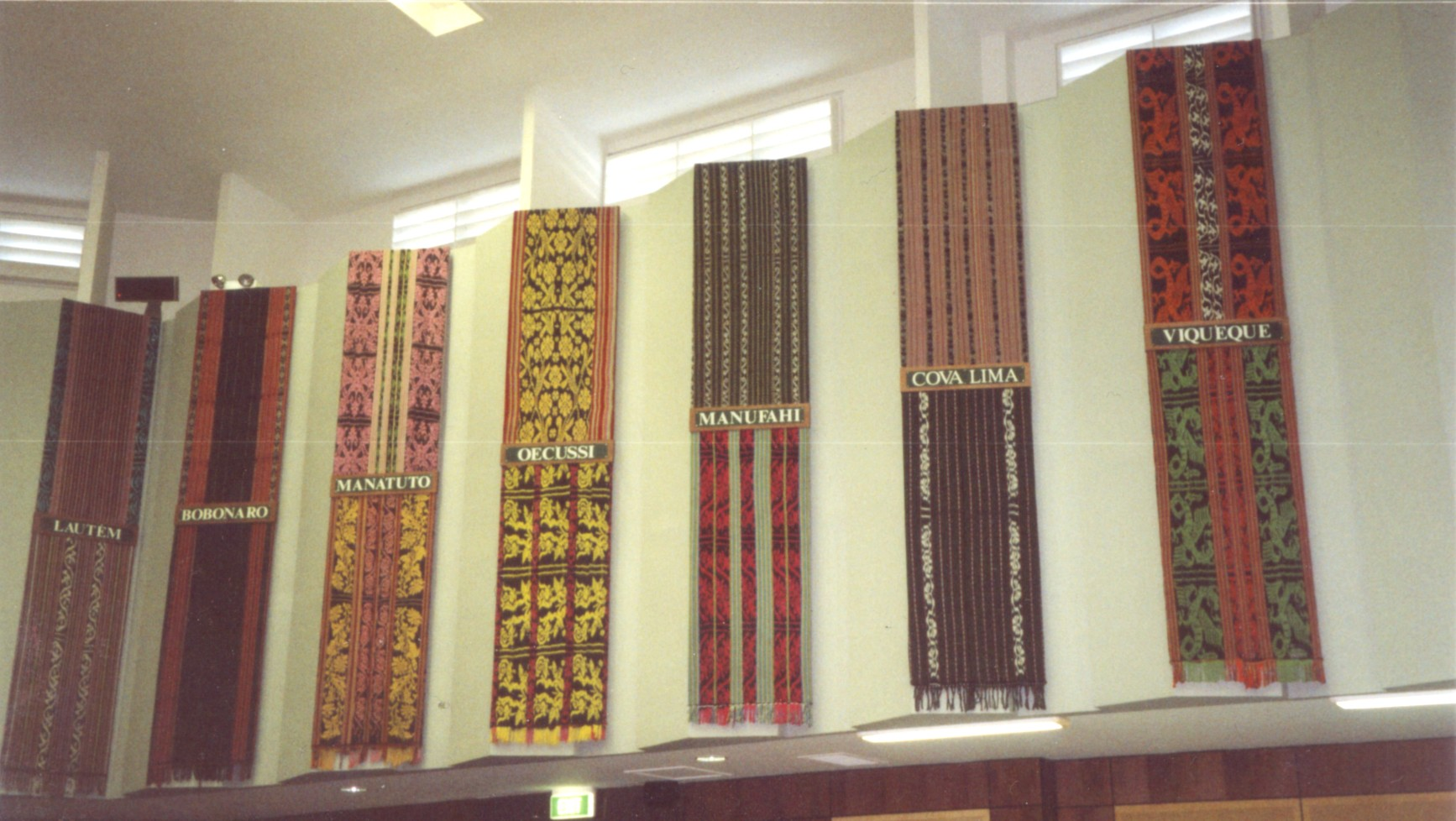
Tais au Parlement national

Les dessins et les motifs des tais varient considérablement d'une région à l'autre, mais ils comportent souvent des messages relatifs à la région et aux événements importants. Les dessins comprennent souvent des animaux tels que le crocodile, sur lequel repose la légende de la création de l'île. Des motifs géométriques, appelés kaif, sont également utilisés dans la plupart des tais.
Les styles de tais portés sur le corps sont différenciés selon le sexe : les hommes portent traditionnellement la crinière tais (ou « tissu de l'homme »), une seule grande enveloppe autour de la taille généralement terminée par des glands. Les femmes portent le tais feto (« tissu des femmes »), une forme de robe sans bretelles tissée en forme de tube. Un troisième type, le selendang, un tissu fin porté autour du cou, est devenu populaire ces dernières années.

## Production
Utilisant principalement des fils de coton, le tissu est créé pendant la saison sèche de l'île, presque entièrement à la main. L'utilisation du coton est un héritage de l'époque coloniale portugaise, lorsque Timor était un port important pour le commerce de ce matériau. Les fibres synthétiques comme la rayonne, l'acrylique et le polyester sont de plus en plus courantes car elles sont importées à moindre coût au Timor oriental. La réalisation d'un seul tais peut prendre de plusieurs jours à un an, selon la complexité du dessin et la variété des couleurs utilisées.
Les teintures sont utilisées pour créer des couleurs vives dans les tais ; elles sont mélangées à partir de plantes comme le taun, le kinur et le teka. D'autres colorants sont dérivés de la peau de mangue, de la feuille de pomme de terre, de la fleur de cactus et du curcuma. Les personnes qui savent mélanger les colorants sont parfois comparées à des alchimistes, qui utilisent des recettes traditionnelles pour créer les couleurs souhaitées. Bien que les couleurs portent des associations différentes d'un village à l'autre, le rouge est souvent utilisé de manière prédominante, car il est lié à la longue vie et au courage, en plus d'être la base du drapeau du Timor oriental. Lorsque les Nations Unies sont devenues la puissance administrante du Timor oriental de 1999 à 2002, les marchés tais ont augmenté la production de tissus bleus pour correspondre au drapeau cette organisation.

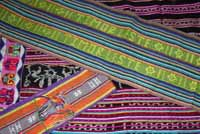
Une collection de tais du Timor oriental, 2003

L'un des outils les plus courants pour le tissage des tais est le métier à sangle arrière, qui permet de tendre le tissu pendant que le fil de trame est manipulé. La pression exercée par la sangle et le temps nécessaire à la réalisation des motifs complexes de nombreux tais sont à l'origine de douleurs importantes pour de nombreuses femmes. Lors de la vague de violence de 1999, connue au Timor oriental sous le nom de « septembre noir », de nombreux tisserands de tais ont vu leurs outils et leur matériel volés ou détruits. Ces dernières années, le nombre de jeunes femmes apprenant les méthodes traditionnelles de tissage du tais a également diminué.

## Variations régionales
Les dessins, les couleurs et les styles de production des tais varient considérablement dans chacun des treize districts du Timor oriental. Dans l'enclave d'Oecussi-Ambeno, l'influence portugaise est la plus évidente, avec des images florales et religieuses prédominantes et des teintes discrètes de noir, d'orange et de jaune. Dans la capitale Dili, en revanche, les couleurs vives et les panneaux pleins reflètent l'importance accordée au commerce du tais.
Dans le district d'Ermera, les motifs en noir et blanc sont les plus courants, reflétant la royauté des chefs traditionnels, qui vivaient souvent dans la région. Le village de Manufahi produit des tais avec certains thèmes animaliers communs, notamment le lézard et le porc.

## Patrimoine culturel immatériel
En décembre 2021, l'UNESCO inscrit « le tais, tissu traditionnel » sur la liste du patrimoine immatériel nécessitant une sauvegarde urgente.